# Langon (Gironde)
Langon  egy francia település Gironde megyében az Aquitania régióban. Lakosainak száma 7523 fő (2022. január 1.).

## Adminisztráció
Polgármesterek:
- 1959–1965 Robert Vouin
- 1965–1981 Pierre Lagorce
- 1981–2014 Charles Vérité
- 2014–2020 Philippe Plagnol

## Demográfia
| Lakosok száma | 5356 | 5836 | 5842 | 7135 | 7418 | 7389 | 7375 | 7357 | 7366 | 7523 |
|               | 1968 | 1982 | 1990 | 2006 | 2013 | 2015 | 2017 | 2019 | 2020 | 2022 |

## Látnivalók
- Saint-Gervais templom
- Notre-Dame templom
- Régi híd
- Emlékmű

### Galéria

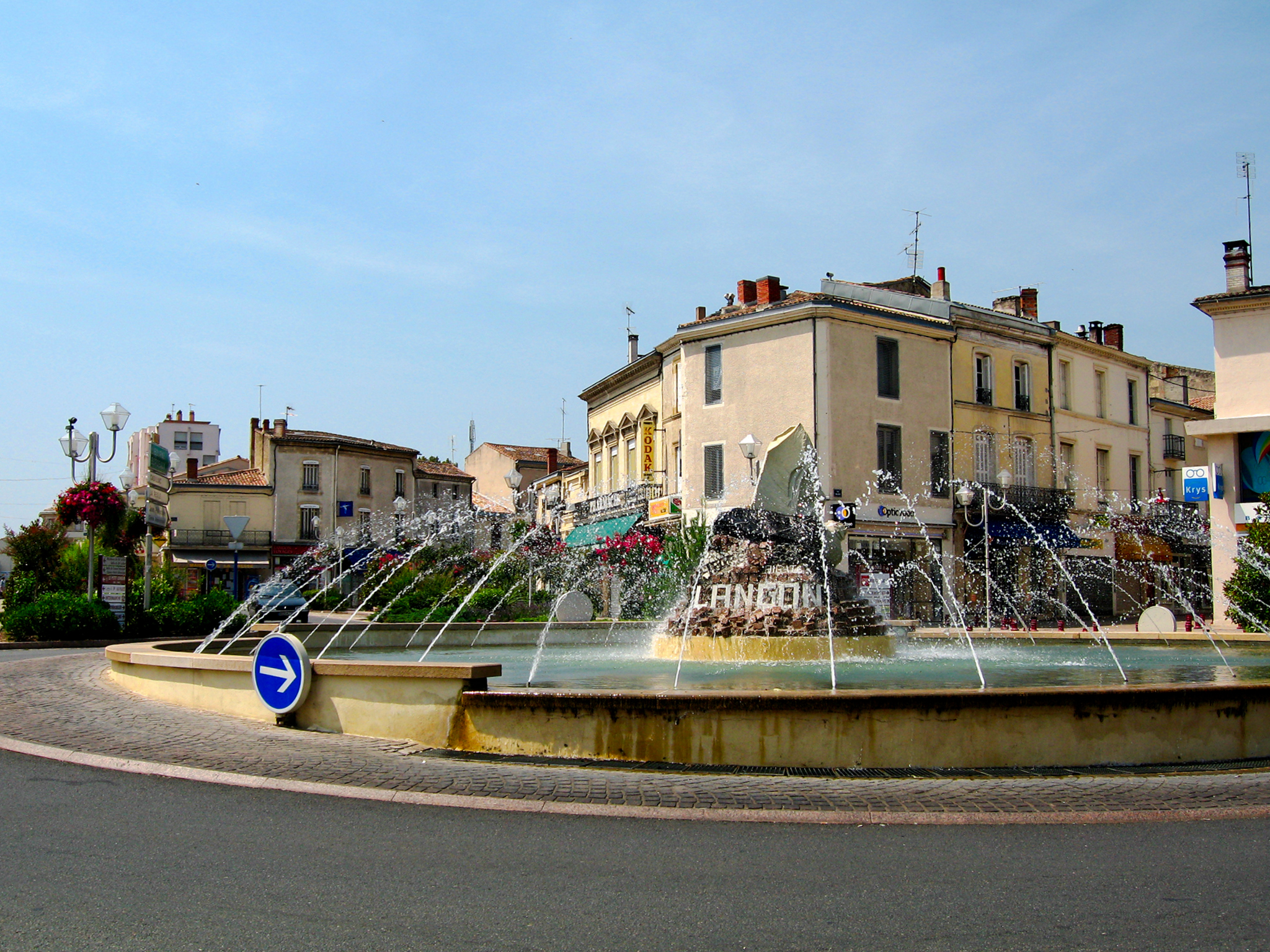
Városközpont
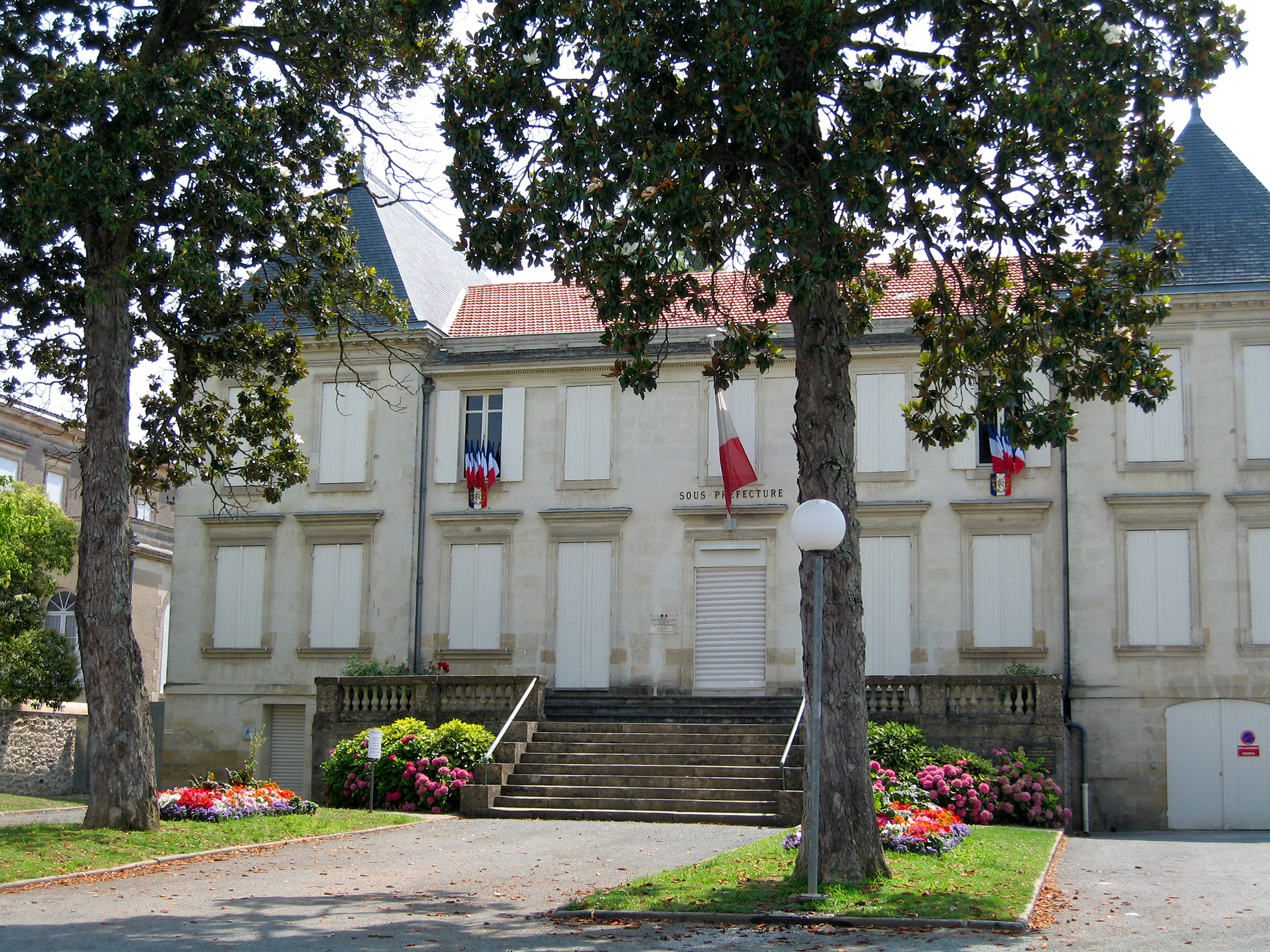
Városháza
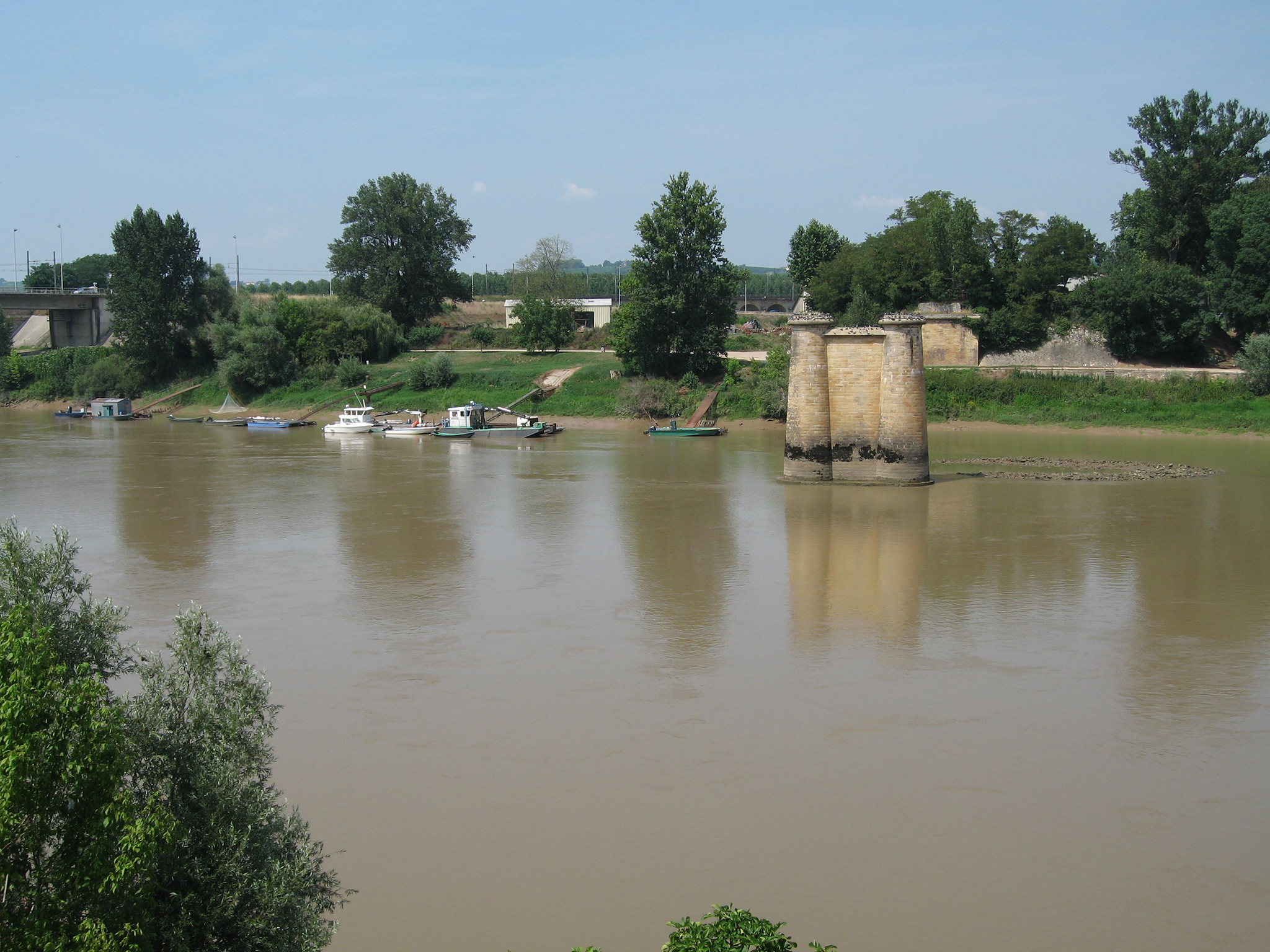
Régi híd
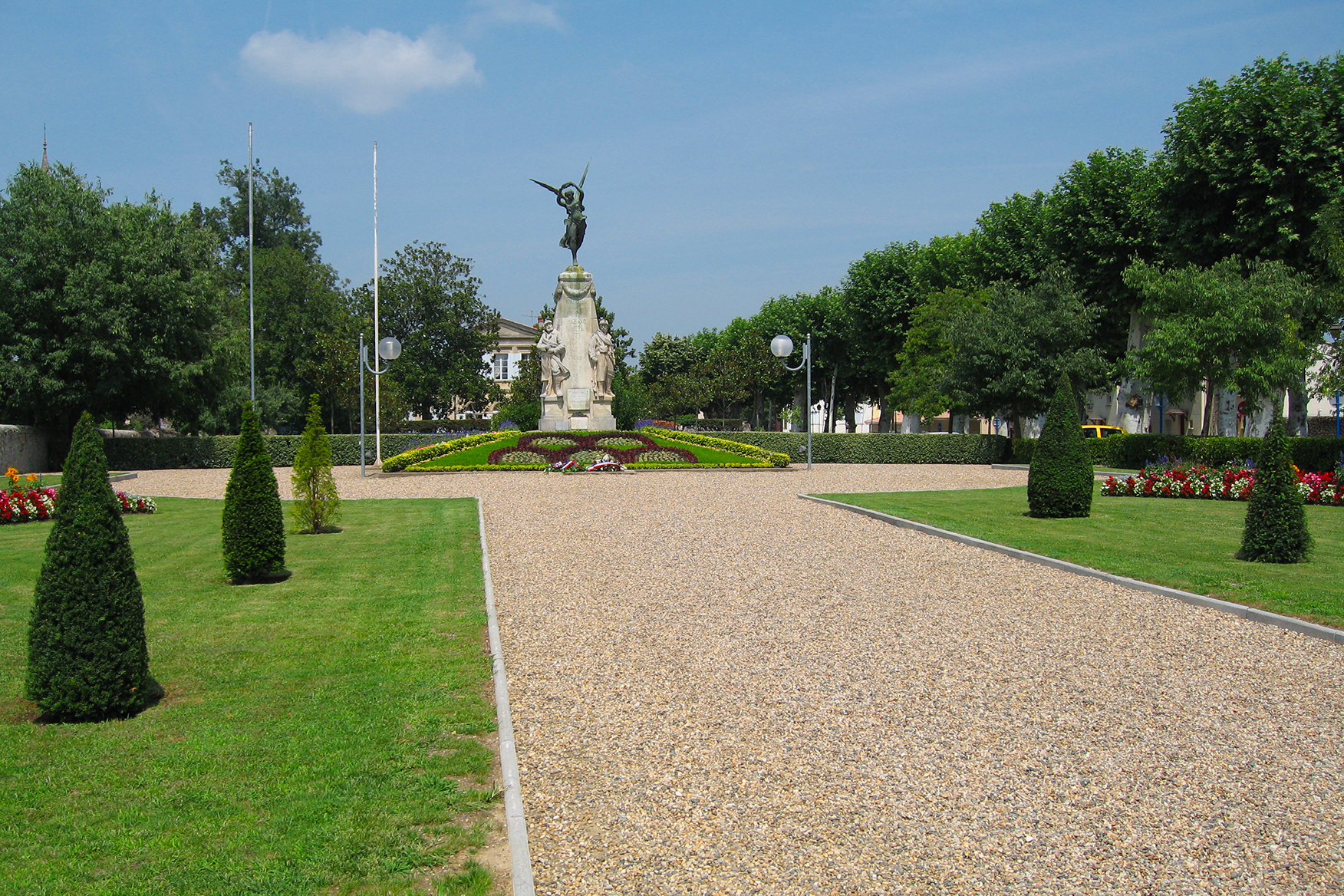
Emlékmű
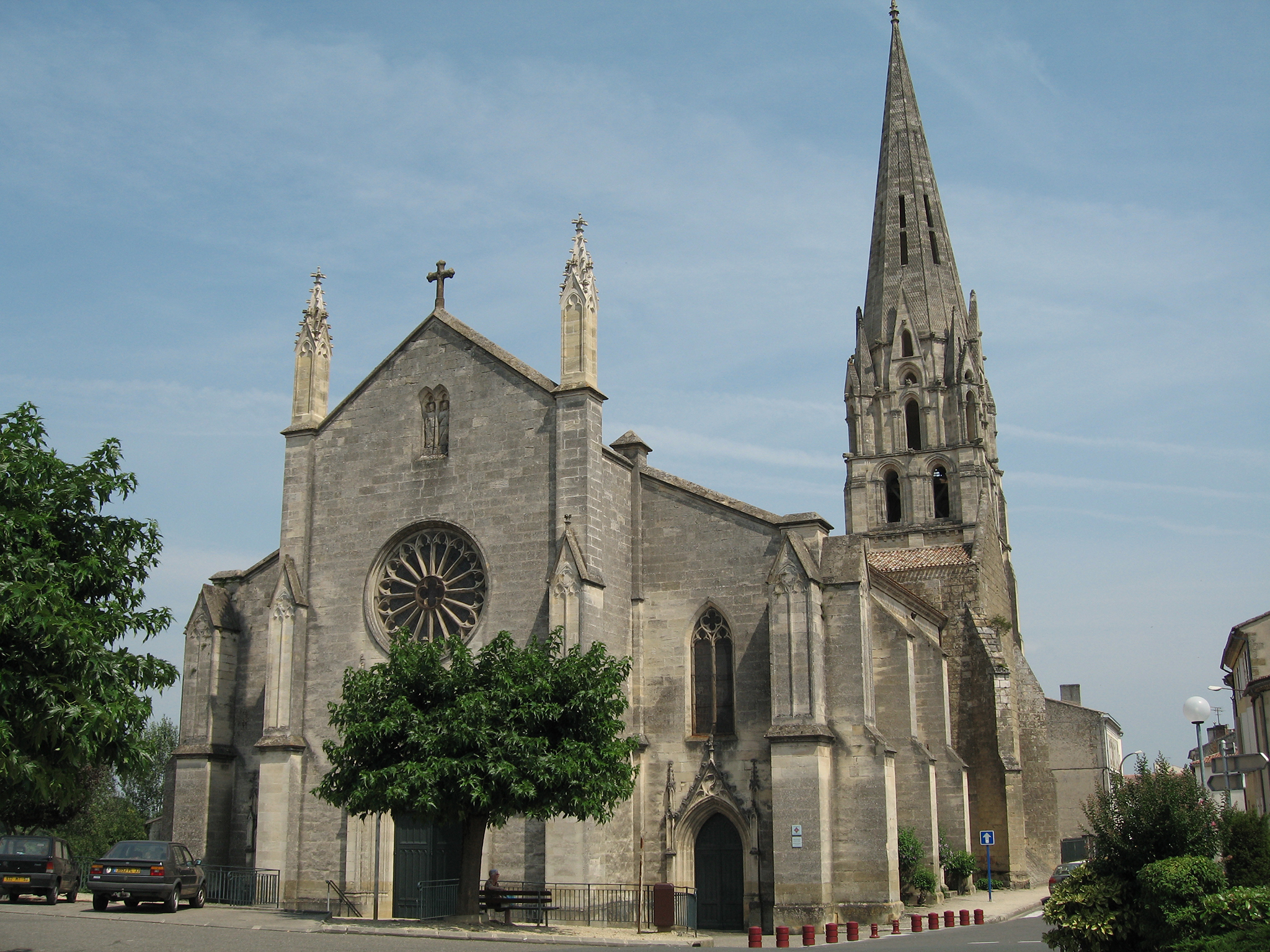
Saint-Gervais templom

## Testvérvárosok
- Németország Penzberg 1981-óta
- Portugália Canelas 1993-óta